# İskenderun

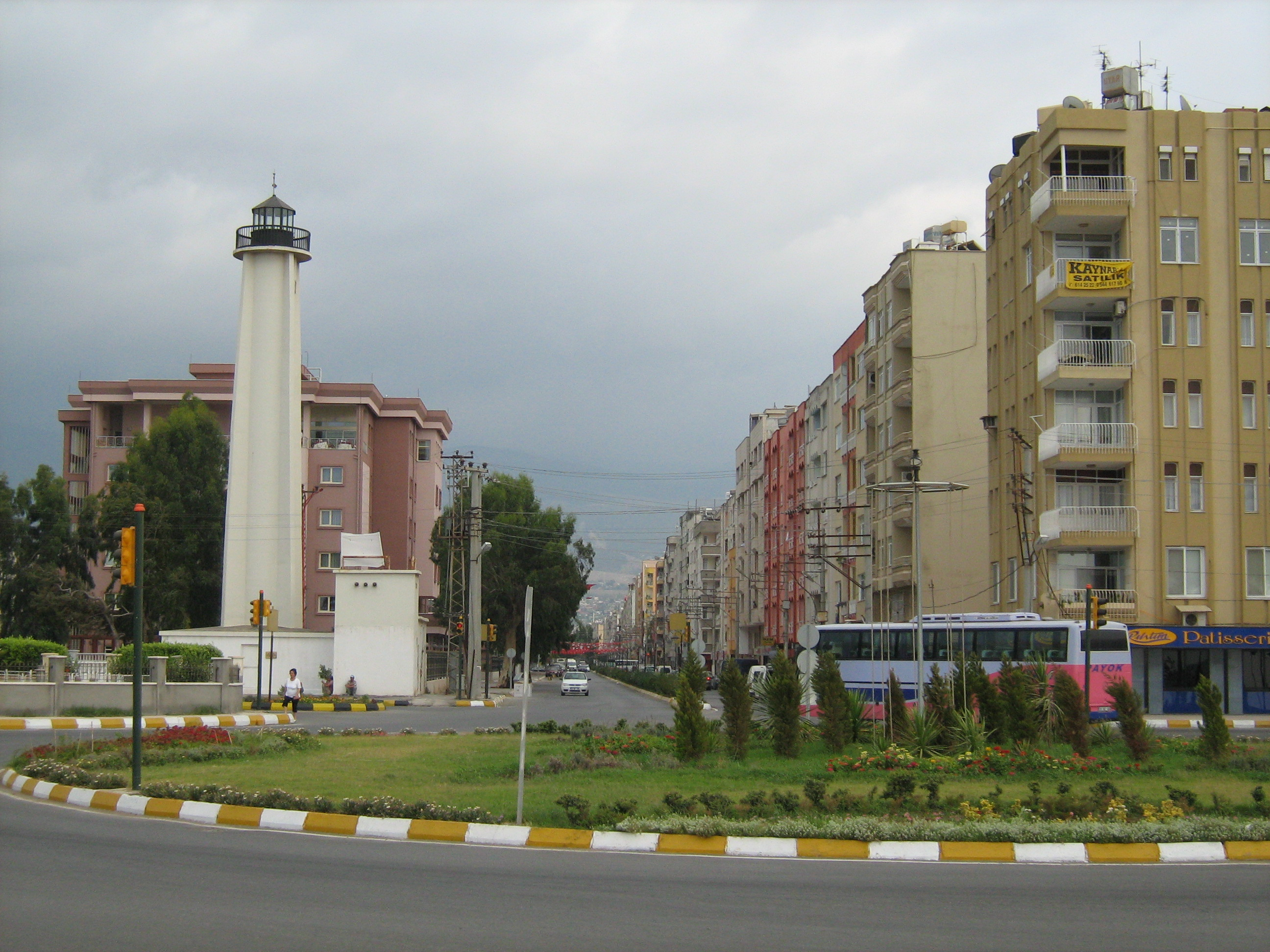
Gata i İskenderun.

İskenderun (turkiska: İskenderun; grekiska: Ἀλεξανδρέττα, 'Alexandrétta; arabiska: الإسكندرون) är en stad vid İskenderunbukten i Medelhavets nordöstra hörn i den turkiska provinsen Hatay. Staden grundades av Alexander den store och är i västvärlden tidigare känd under namnet Alexandretta. Staden hade 184 593 invånare i slutet av 2011.